# Hans Rodt
Hans Rodt (auch Roth; * wahrscheinlich in Neuburg an der Kammel; † um 1627 in Großkötz) war ein deutscher Kunstschreiner.

## Leben
Rodt, vermutlich Sohn des Schreiners Christoph Rodt des Älteren, erlernte das Handwerk seines Vaters und betrieb bis 1603 eine Werkstatt in Neuburg an der Kammel. Nachdem er einige Zeit Gastwirt in Kleinkötz gewesen war, wurde er Schreiner in Großkötz, wo er seit 1607 den Posten eines vorderösterreichischen, markgräflich burgauischen Zöllners erhielt. 1608/09 führte er Arbeiten an der Ausstattung der Gaststube und der Kanzlei des Klosters Wettenhausen durch. Wahrscheinlich war er an den großen Altarbauten seines Sohnes, des Bildhauers Christoph Rodt beteiligt.